# 荨麻叶黄芩
荨麻叶黄芩（学名：Scutellaria urticifolia）为唇形科黄芩属下的一个种。

## 扩展阅读
- 維基物種上的相關：荨麻叶黄芩